# Freeman Wills Crofts
Freeman Wills Crofts, född 1 juni 1879 i Dublin, död 11 april 1957, var en irländsk författare.
Freeman Wills Crofts föddes i Dublin, men gick i skolan i Belfast. Därefter anställdes han vid Belfasts järnväg, där han innehade flera olika befattningar. Under tiden skrev han sin första roman, The Cask (1920; Vinfatet), som etablerade honom som en duktig deckarförfattare. Han skrev flera berättelser om sin problemlösare Inspector French, men även en religiös bok, noveller och en kort pjäs för BBC.
Croft ägnade i sitt skrivande stor möda åt konstruerandet av intrigerna, utifrån det logiska och de små detaljerna. Han försökte också vinnlägga sig om en realistisk beskrivning av polisens rutinarbete. Även de olika brottslingarnas tankebanor presenterades ofta, inklusive i flera "inverterade deckare" – historier där läsaren från början vet vem som är skyldig och läsaren därefter följer dennes kamp mot polisen.